# Duke Lemur Center

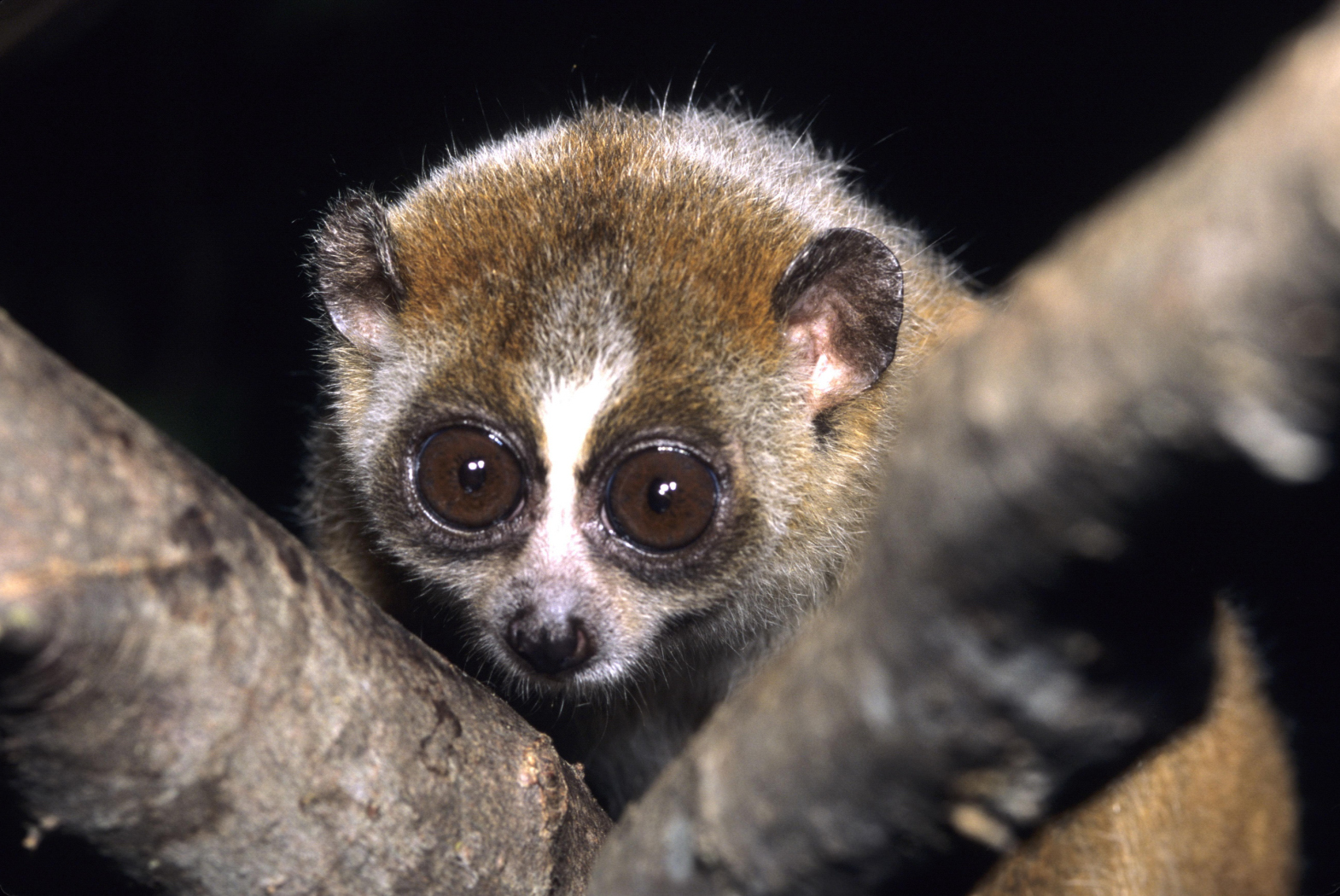
Un loris pigmeu (Nycticebus pygmaeus) a la protectora.

El Duke Lemur Center és una protectora per a diferents espècies de lèmurs i lorísids, que està localitzada a la Universitat Duke a Durham (Carolina del Nord, Estats Units). El centre es va fundar l'any 1966 per John Buettner-Janusch. La protectora té una superfície de 34 hectàrees i és la més gran de la seva categoria. Hi ha més de 20 espècies, com el lèmur de cua anellada, l'ai-ai i el loris pigmeu.